# Elyar Fox
Elyar Fox (właśc. Elyar Afshari, ur. 15 lipca 1995 w Londynie) – brytyjski piosenkarz, muzyk i kompozytor. Jego debiutancki singel "Do It All Over Again" został wydany w styczniu 2014 r. Singel ten znalazł się na 5. miejscu UK Singles Chart. Jego fani są nazywani "Foxers".

## Wczesne życie
Urodził się w Londynie w dzielnicy Ealing jako Elyar Afshari. Jego matka pochodzi z Anglii, a ojciec ma korzenie azerbejdżańskie. Wychowywał się w Greenford w Londynie. Kształcił się w Costons Primary School, następnie w Queensmead School. Ma jednego, starszego brata.

## Kariera
Początki kariery
"W 2005 roku dostałem gitarę i zacząłem po prostu grać, następnie zacząłem pisać piosenki" Fox stwierdził w wywiadzie co do początku swojej kariery. Podczas kształcenia był w zespole "Just Me Again", w którym pierwszy raz zagrał w garażu w Islington. Po zdaniu egzaminu GCSE, Fox i jego koledzy z zespołu zrobili sobie rok przerwy od nauki, aby skupić się na muzyce. Byli oni supportem You Me At Six i zagrali na O2 Arena.
Od 2012Debiutancki album
W wieku 16 lat zdecydował się na karierę solową i zmienił jego nazwę na Elyar Fox. Zaczął umieszczać swoje covery na YouTube pod nazwą eldoode. Dzięki temu zwrócił on uwagę wielu ludzi w tym Ryana Seacresta. Fox na swoim kanale Vevo zyskał ponad 21 milionów odsłon (od kwietnia 2014 r.). W 2012 roku podpisał kontrakt z Polydor. Spędził rok w studio, ale Polydor nie zdecydował się na wydanie jego płyty i rozwiązał kontrakt. Wkrótce Fox podpisał kontrakt z RCA.  28 października 2013 został supportem Union J na darmowym koncercie w centrum handlowym Westfield w Londynie. Uczestniczył w ich trasie od grudnia 2013 r. do stycznia 2014 roku. Fox zajął drugie miejsce w MTV Brand New w 2014 r. Capital FM opublikował jego debiutancki singel "Do It All Over Again" w listopadzie 2013 r., a premiera oficjalnego teledysku tego singla odbyła się w grudniu 2013 roku. Fox był 'gościem niespodzianką' w Jingle Bell Ball w grudniu 2013 roku, gdzie zaśpiewał swój debiutancki singel przed 16000 ludzi. W dniu 12 stycznia 2014 r. odbyła się oficjalna data premiery dla "Do It All Over Again", Fox był gościem w The Matt Edmondson Show w BBC Radio 1. Wystąpił na żywo z akustyczną wersją "Do It All Over Again" w BBC's Blue Peter 16 stycznia 2014 r. Nagrał duet z prezenterką Barney Harwood do piosenki One Direction "Story of My Life". Fox wystąpił z "Do It All Over Again" na żywo na CBBC's Sam & Mark's Big Friday Wind-Up 24 stycznia 2014 roku. Jego singel uplasował się na miejscu 5 na UK Singles Chart i na miejscu 83 na Irish Singles Chart. Drugi singel "A Billion Girls" został ogłoszony w dniu 14 lutego 2014 roku. Wydany został w dniu 13 kwietnia 2014 r. i po raz pierwszy zagrany w Capital FM w dniu 20 lutego 2014 roku. Lyric video został wydany na Vevo w dniu 7 marca 2014 r., a teledysk na tym samym kanale wydany w dniu 25 marca 2014 roku.  Fox był supportem The Wanted na ich trasie 'Word of Mouth' d 1 marca do 14 kwietnia 2014 roku. Fox będzie supportem na plenerowym koncercie McBusted w Hyde Parku w Londynie 6 lipca 2014 roku.  Na swoim debiutanckim albumie współpracował z pisarzami i producentami takimi jak: Wayne Hector (Westlife, The Wanted), Dr Luke (Katy Perry, Britney Spears, Kesha), Karen Poole (Kylie Minogue, Janet Jackson), Lucas Secon (Christina Aguilera, Britney Spears, Olly Murs, Gym Class Heroes) i Cutfather (One Direction).  Jego oficjalny i właściwy album ma zostać wydany w lecie 2014 roku.

## Dyskografia

### Albumy
| Tytuł | Szczegóły o albumie                                                                               |
| ----- | ------------------------------------------------------------------------------------------------- |
| bd.   | - Wydany: lato 2014 - Wytwórnia: RCA Records, Sony Music Entertainment - Format: digital download |

### Single
| Rok  | Tytuł                  | Szczytowe pozycje | Szczytowe pozycje | Szczytowe pozycje | Album |
| Rok  | Tytuł                  | UK                | IRE               | SCO               | Album |
| ---- | ---------------------- | ----------------- | ----------------- | ----------------- | ----- |
| 2014 | "Do It All Over Again" | 5                 | 83                | 5                 | –     |
| 2014 | "A Billion Girls"      | 11                | 46                | —                 | –     |